# Người Hobbit: Đại chiến với rồng lửa
Người Hobbit: Đại chiến với rồng lửa (tiếng Anh: The Hobbit: The Desolation of Smaug) là phần phim thứ 2 trong series 3 phần của loạt phim The Hobbit. Phần trước của tác phẩm mang tên The Hobbit: An Unexpected Journey đã được công chiếu vào cuối năm 2012.
Bộ phim tiếp tục kể về cuộc hành trình của anh chàng hobbit bé nhỏ Bilbo Baggins cùng 13 người lùn, dẫn đầu bởi Thorin Oakenshield đi đòi lại Ngọn núi cô đơn và những báu vật trong đó từ con rồng Smaug. Giống như phần 1, nó cũng được công chiếu dưới định dạng 3D và tỷ lệ khung hình 48fps, và được đón nhận nồng nhiệt. Bộ phim đã có 3 tuần liên tiếp dẫn đầu danh sách những bộ phim ăn khách nhất Bắc Mĩ, cũng như đạt doanh thu cao trên thế giới và nhận được những phản hồi tích cực từ các nhà phê bình.

## Tóm tắt nội dung
Bộ phim mở đầu tại một quán trọ ở làng Bree, nơi pháp sư Gandalf thuyết phục Thorin Oakenshield hãy tập hợp những người lùn để đi đòi lại vương quốc Erebor đã mất từ con rồng Smaug, cũng như lấy lại viên ngọc Arkenstone.
Một năm sau, tiếp theo sự kiện của phần phim trước đó, đám người lùn vẫn bị săn đuổi bởi Azog và binh đoàn Orc của hắn. Trong khi đi thám thính tình hình, Bilbo nhìn thấy một con gấu đen khổng lồ cũng đang theo dõi họ và cả đám Orc. Gandalf và đám người lùn bị con gấu phát hiện và truy đuổi, họ cố gắng chạy trốn vào một ngôi nhà, sau đó Gandalf cho biết chủ nhân ngôi nhà là Beorn, là một con người có khả năng thay da đổi thịt thành gấu, và cũng chính là con gấu đen khổng lồ đó. Đêm đó, vì con gấu khổng lồ đứng gác nên Azog không dám tấn công ngôi nhà và lúc đó lại bị chúa tể hắc ám Sauron triệu tập đến Dol Guldur nên hắn giao quyền lại cho con trai hắn là Bolg tiếp tục săn đuổi những người lùn. Gần sáng, Beorn trở lại dạng người và về nhà, hôm sau, Beorn cho họ dùng bữa sáng và tặng họ những con ngựa để đoàn người mau chóng đặt chân đến vùng rừng đen Mirkwood. Tại đây, Gandalf bất ngờ bỏ đi mà không nói rõ lý do. Còn những người lùn, sau khi vào trong rừng, họ bị lạc và bị bắt bởi lũ nhện khổng lồ. Nhờ chiếc nhẫn có khả năng tàng hình, Bilbo đã cứu được họ. Nhưng anh cũng phát hiện ra ảnh hưởng của chiếc nhẫn đến người dùng nó khi chàng giết chết một con rết khổng lồ hết sức tàn bạo để đoạt lại chiếc nhẫn từ nó.
Đúng lúc này, một đoàn mộc tiên của Wood Elves xuất hiện, do Legolas và Tauriel dẫn đầu, họ bắt những người lùn theo sự ra lệnh của Thranduil, chúa tể mộc tiên của vùng rừng Mirkwood. Vẫn nhờ chiếc nhẫn, Bilbo một lần nữa cứu những người lùn bằng cách cho họ chui vào những thùng bia rỗng và thả họ xuống dòng sông. Trong khi bị truy đuổi của những mộc tiên Elves, họ lại bị phục kích bởi lũ Orc và Kili bị thương. Sau khi tra khảo 1 tên Orc bắt được, Thranduil biết có một thế lực bóng tối đang trỗi dậy, ông ra lệnh siết chặt sự bảo vệ với vương quốc của mình và không cho ai được ra ngoài. Nhưng Tauriel không nghe lệnh, nàng vẫn bỏ đi để hỗ trợ những người lùn, Legolas cũng đi theo nàng. Trong khi đó, Gandalf cùng Radagast đi điều tra những ngôi mộ của Nazgul, nhưng không tìm được gì ở đó.

Đoàn người lùn tiếp tục cuộc hành trình và gặp Bard, một người lái thuyền. Họ nhờ anh đưa họ về thị trấn ven hồ, nơi những người thuộc thị trấn Dale trước đây cư trú sau sự tấn công của con rồng Smaug. Tại đây, Thorin hứa hẹn sau khi tiêu diệt được con rồng Smaug và đòi lại vương quốc, ông sẽ giúp thị trấn trở lai thịnh vượng như xưa. Kili buộc phải ở lại do vết thương, cùng với Fili, Oin và Bofur. Họ cũng phát hiện ra Bard và con cháu của Girion, trưởng trấn cuối cùng của Dale, và anh cũng đang giữ mũi tên đen cuối cùng có thể tiêu diệt được con rồng Smaug. Trong khi đó, Gandalf trở lại Dol Guldur, còn Radagast được cử đi báo cho Galadriel biết những gì họ khám phá ra được. Gandalf bị tấn công bởi Azog, rồi sau đó khi chạy trốn, ông gặp Necromancer - kẻ gọi hồn. Một cuộc đấu ác liệt giữa 2 người diễn ra. Gandalf thua và bị bắt, và ông phát hiện ra Necromancer chính là Chúa tể Hắc ám Sauron.
 Tại Ngọn núi cô đơn, nhờ Bilbo, đám người lùn mở được cánh cổng để vào bên trong lòng núi. Bilbo được cử vào, làm nhiệm vụ chính của chàng là lấy cắp viên ngọc Arkenstone. Điều này đã đánh thức con rồng Smaug và làm nó cực kì giận dữ. Còn tại thị trấn ven hồ, Bard cố gắng mang mũi tên đen đến bệ phóng nó, phòng khi con rồng tấn công nơi này, nhưng anh bị bắt bởi tên trưởng trấn. Kili, Fili, Oin và Bofur thì bị Orc tấn công và may mắn được giải cứu bởi Tauriel và Legolas. Tauriel ở lại trị vết thương cho Kili, còn Legolas đuổi theo Bolg. Gandalf bị Sauron giam cầm, trong khi Azog dẫn đầu một đạo quân Orc hùng mạnh hướng về ngọn núi cô đơn.
 Bên trong lòng núi, Bilbo và đám người lùn lừa con rồng Smaug rơi vào đống vàng nóng chảy. Nhưng nó không những không chết mà càng trở lên hung bạo hơn, nó quyết định bắt đầu việc trả thù của mình bằng cách lao về tấn công thị trấn. Bộ phim kết thúc khi Bilbo nhìn về phía con rồng, kinh hoàng vì những gì họ đã làm: đánh thức một con rồng và làm nó giận dữ cực độ.

## Diễn viên
- Martin Freeman... Bilbo Baggins
- Ian McKellen... Gandalf Xám
- Richard Armitage... Thorin Oakenshield (người lãnh đạo 13 người lùn)
- Benedict Cumberbatch... Smaug
- Orlando Bloom... Legolas, con trai của Thranduil, và là một nhân vật chính trong Chúa tể của những chiếc nhẫn
- Evangeline Lilly... Tauriel
- Luke Evans... Bard Bowman
- Lee Pace... Thranduil
- Graham McTavish... Dwalin
- Ken Stott... Balin: anh trai của Dwalin
- Aidan Turner... Kili: cháu của Thorin và anh trai của Fili.
- Dean O'Gorman... Fili.
- Mark Hadlow... Dori: anh trai của Nori và Ori.
- Jed Brophy... Nori: em trai của Dori và anh của Ori.
- Adam Brown... Ori: em trai của Dori và Nori.
- John Callen... Oin: anh trai của Glóin.
- Peter Hambleton... Glóin
- William Kircher... Bifur: anh em họ của Bofur và Bombur.
- James Nesbitt... Bofur: anh trai của Bombur và anh em họ của Bifur.
- Stephen Hunter... Bombur: em trai của Bofur và anh em họ của Bifur.
- Sylvester McCoy... Radagast Nâu
- Mikael Persbrandt... Beorn (người đàn ông có thể hóa thành gấu)
- Manu Bennett... Azog
- Lawrence Makoare... Bolg